# Llave remota

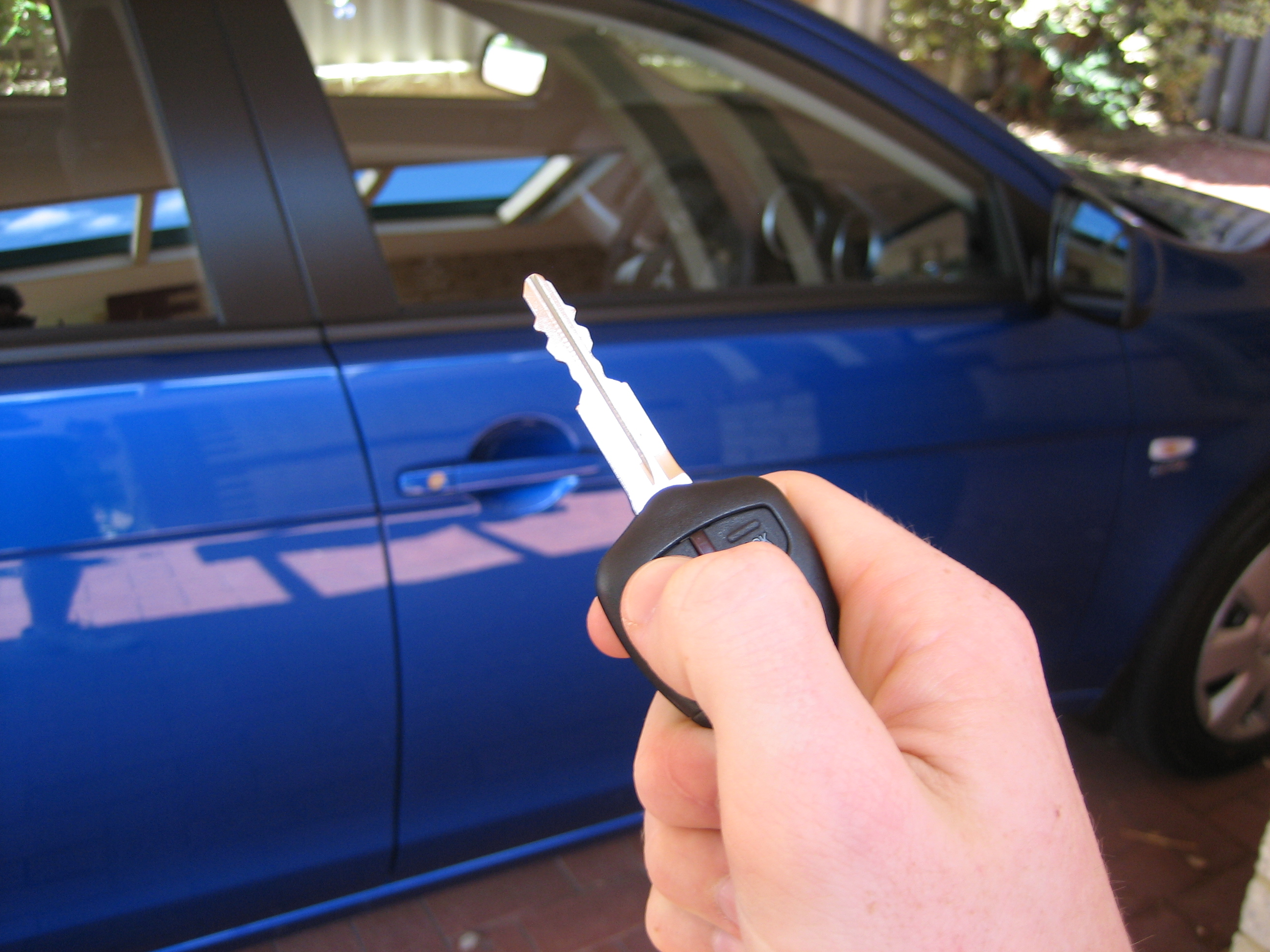
Sistema de llave remota integrado en una llave de encendido (RKS). Al presionar un botón, se abren las puertas del automóvil. Otro botón bloquea el sistema.

Una llave remota o llave por radio es un "sistema remoto sin llave" (la clásica de metal), de alcance mediano (unos 10 m, p.e.: la rampa de un aparcamiento), que utiliza una señal de radio para abrir las puertas de un coche o de un garaje, en lugar de utilizar la llave mecánica tradicional. El término sistema de entrada sin llave se usó originalmente para indicar un código o clave numérica prefijada, la clave se entraba con un teclado oculto activado por el tacto.

## Sistema remoto de entrada sin llave

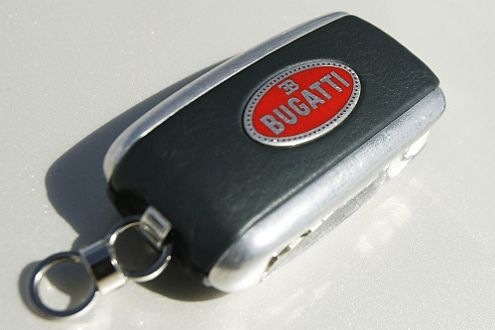
Sistema de llave remota para coche (RKS)

Aparte de su aplicación para activar plataformas de minusválidos, abrir puertas exteriores de parkinkgs y ascensores, así como cualquier otra aplicación en la que se quiera sustituir un mando de infrarrojos por uno activado por radio, una de las aplicaciones más importantes de la llave remota es el sistema remoto sin llave (RKS).
El sistema remoto sin llave (RKS) utilizado en automoción, es un tipo de cierre de seguridad ampliamente utilizado en la seguridad de los automóviles. Un RKS realiza las funciones de una llave de automóvil estándar sin contacto físico, con alcance mediano (unos 10 m, presionando un botón cuando se está a unos metros del automóvil, p.e.: la rampa de un aparcamiento. Un sistema remoto sin llave puede incluir tanto un remote keyless entry system (sistema remoto de entrada sin llave - RKE), que desbloquea las puertas, así como el remote keyless ignition system (RKI), que arranca el motor.

## Frecuencia y Modulación

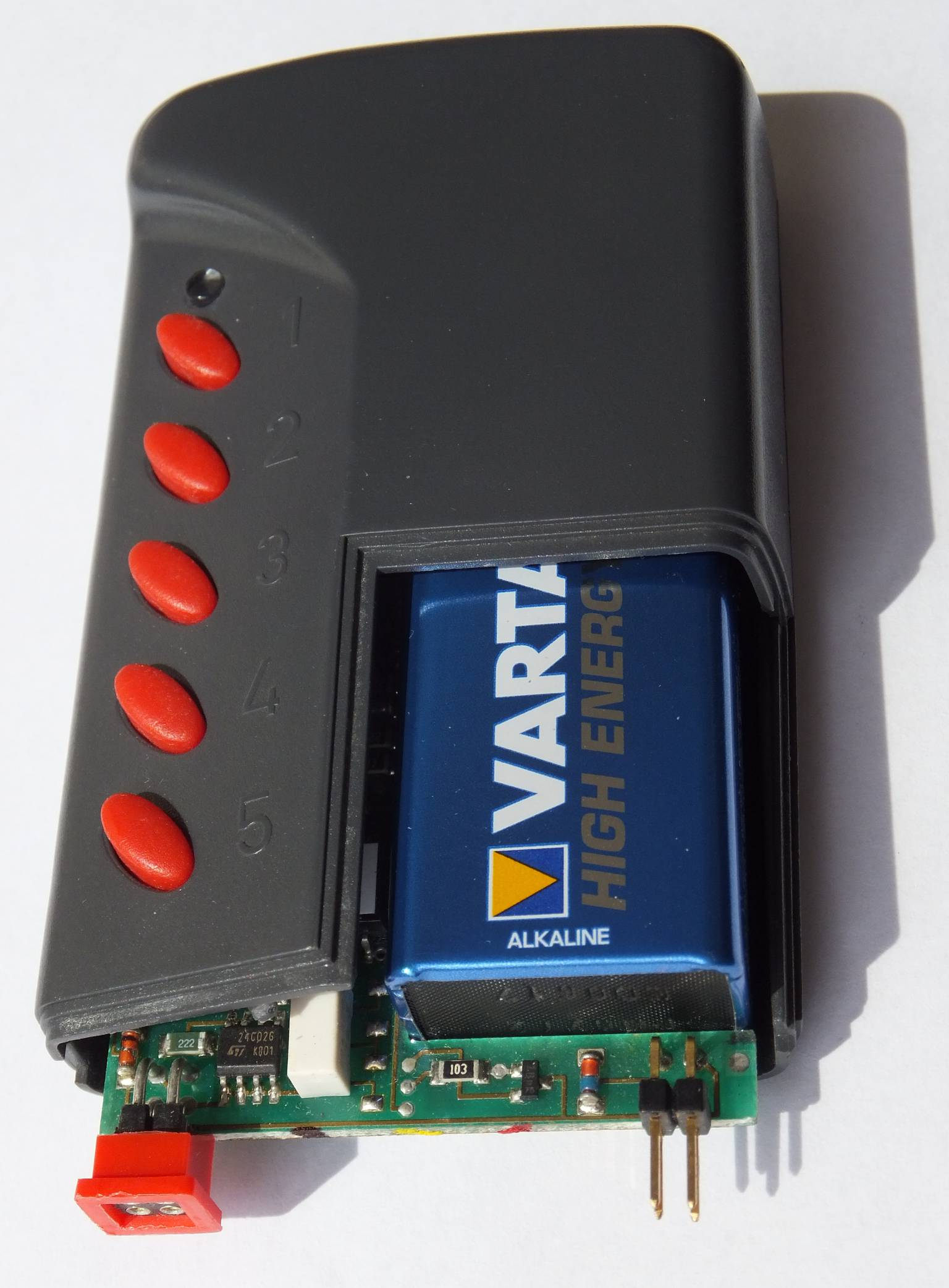
Emisor de puerta de garaje de 5 canales, abierto, los contactos para programar los botones son visibles

Los comandos del transmisor de la llave remota hacia al receptor de la central abrepuertas, se transmiten mediante una señal de radio modulada. Las siguientes frecuencias se usan predominantemente en Europa.
| Frecuencia (MHz) | Modulación |
| ---------------- | ---------- |
| 26,975           | AM         |
| 26,995           | AM         |
| 27,015           | AM         |
| 40,685           | AM + FM    |
| 433,92           | AM + FM    |
| 434,42           | FM         |
| 868,3            | AM + FM    |
| 868,865          | FM         |

Hay dos tipos de modulación diferentes:
AM = modulación de amplitud: la portadora se enciende y apaga electrónicamente al ritmo de la codificación. La señal digital modifica así la amplitud de la portadora.
FM = modulación de frecuencia: la frecuencia de funcionamiento del transmisor portátil se modifica ligeramente al ritmo de la codificación. La señal digital modifica así la frecuencia de la portadora cada cierto lapso de tiempo.

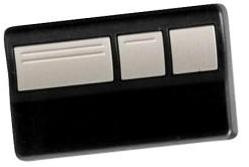
Mando puerta de Garaje 3-teclas

## Mandos de garaje
Hay más de 500 tipos de llaves remotas en Europa para controlar las puertas de garaje. Muchos modelos que no son compatibles entre sí. Además del color, la forma, el número y tipo de botones existen diferencias técnicas como el voltaje de la batería, la frecuencia de funcionamiento, el tipo de modulación y codificación.
Solo los sistemas de radio compatibles entre sí pueden funcionar con el mismo receptor, aunque se pueden montar varios receptores en paralelo. Para la adquisición de piezas de repuesto, es necesario determinar con precisión el sistema de radio utilizado para cada tipo de llave remota de puerta de garaje.

## Codificaciones

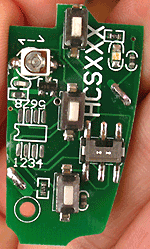
Chip HCS301 rolling code de una radio-llave de un Audi A6.

Para que un transmisor de mano controle solo el receptor o dispositivos de radio asociados, se requiere codificación. Esto es para evitar que los transmisores manuales de puertas de garaje extranjeras operen con un receptor de radio, lo que impide el acceso no autorizado.
Los siguientes sistemas de codificación son comunes:
- Código lineal de 12 bits, generalmente ajustable a través del interruptor de codificación en el transmisor de mano
- Código lineal de 18 bits, parcialmente ajustable a través del interruptor de codificación en el transmisor manual o fijado por el fabricante.
- Código evolutivo o rolling code: Keeloq , Somloq, etc. con parte de código cambiante + parte fija, programado en el chip por el fabricante sin interruptores de codificación en el transmisor de la llave remota.

## Interferencias
Las Interferencias ocurren cuando el alcance es demasiado bajo o la distancia entre el transmisor y el receptor no está libre de obstáculos. Si las fuentes de interferencia, tales como ordenadores, monitores para bebés, auriculares inalámbricos, etc., transmiten en la misma frecuencia, la comunicación puede interrumpirse.

## Duplicado de llaves remotas

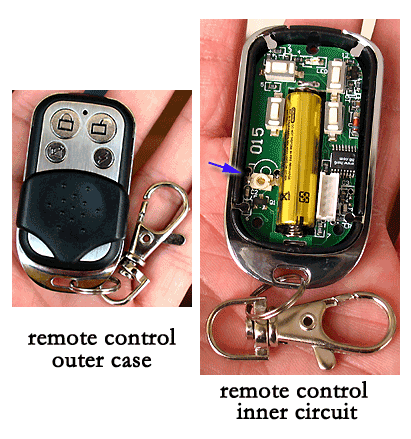
Foto exterior e interior de un típico mando de puerta del garaje.

Muchos controles remotos del abrepuertas de garaje usan codificación de código fijo que usa interruptores DIP o soldadura para hacer el proceso de codificación de pines de dirección, y generalmente usan pt2262 / pt2272 o circuitos integrados compatibles. Para estos controles remotos de abrepuertas de garaje de código fijo, uno puede clonar fácilmente el control remoto existente utilizando un duplicador de control remoto de autoaprendizaje (copia remota) que puede hacer una copia del control remoto usando el copiado cara a cara.

### Aprendizaje de códigos
En la llave remota o mando por radio suele haber un llamado "botón de aprendizaje" (o también una combinación de botones). Después de pulsarlos, el mando está listo para aprender el código. En la mayoría de los casos, un LED indica que está listo para aprender.

## Mandos de acceso tipo llavero

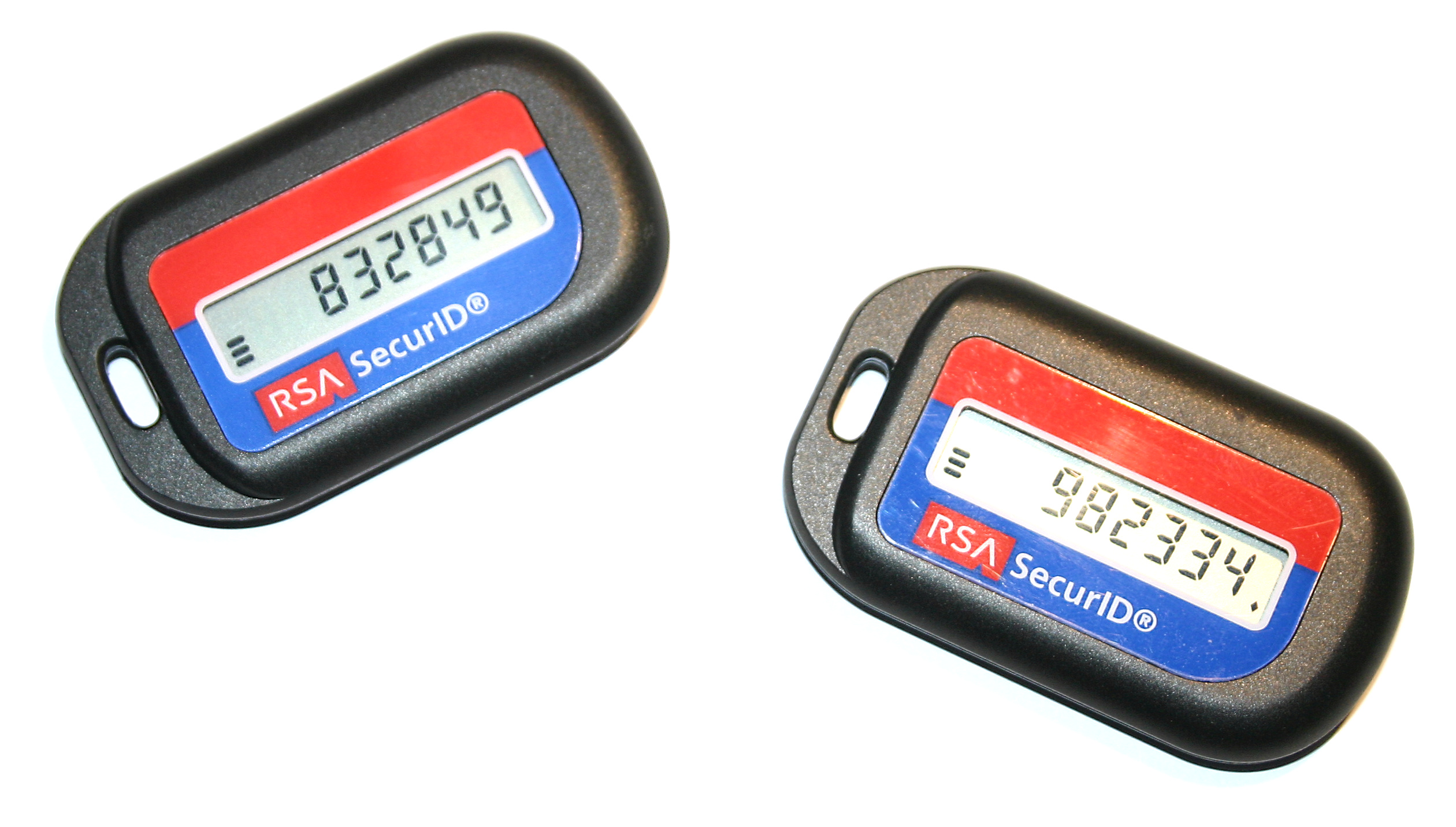
Token de seguridad s de Seguridad RSA diseñados como llaveros.

Los llaveros de acceso son llaveros electrónicos que se utilizan para controlar el acceso a edificios o vehículos. Se usan para activar cosas tales como sistemas de entrada sin llave a control remoto en vehículos de motor. Los primeros llaveros eléctricos funcionaban con infrarrojo y requerían una línea de visión clara para funcionar. Estos se pueden copiar usando un control remoto programable. Los modelos más recientes usan autenticación de desafío-respuesta sobre frecuencia de radio, por lo que son más difíciles de copiar y no necesitan línea de visión para funcionar. La programación de estos controles remotos a veces requiere que el concesionario conecte una herramienta de diagnóstico, pero muchos de ellos pueden autoprogramarse siguiendo una secuencia de pasos en el vehículo y generalmente requieren al menos una clave de trabajo.
Los llaveros se usan en los edificios de edificios de apartamentos y condominios para controlar el acceso a las áreas comunes (por ejemplo, puertas del vestíbulo, áreas de almacenamiento, sala de ejercicios, piscina). Estos generalmente contienen una etiqueta RFID pasiva. El mando funciona de forma muy parecida a una tarjeta de proximidad para comunicarse (a través de un lector) con un servidor central para el edificio, que puede programarse para permitir el acceso solo a aquellas áreas en las que el inquilino o propietario está permitido acceder, o solo dentro de ciertos marcos de tiempo.
Los teleoperadores también pueden usar una ficha de seguridad - un dispositivo electrónico a menudo denominado fob - que proporciona una parte de una correspondencia tripartita para iniciar sesión de conexión a una red segura. (Un ejemplo bien conocido es el token RSA SecurID.) Este tipo de llavero puede tener un teclado en el que el usuario debe ingresar un PIN para recuperar un código de acceso, o podría ser un dispositivo de solo visualización.
Los llaveros RFID se pueden clonar fácilmente con herramientas como el Proxmark3, y hay varias compañías en Estados Unidos que ofrecen este servicio.